# Lightning Strikes Twice
Lightning Strikes Twice ist ein US-amerikanischer Kriminalfilm aus dem Jahr 1951 von King Vidor mit Ruth Roman und Richard Todd in den Hauptrollen. Der Film noir wurde von Warner Bros. produziert und basiert auf dem 1940 veröffentlichten Roman A Man Without Friends von Margaret Echard.

## Handlung
Der wegen Mordes an seiner Frau zum Tod verurteilte Richard Trevelyan erreicht ein Wiederaufnahmeverfahren. Da ihn eine Frau unter den Jury-Mitgliedern nicht für schuldig erklärt, wird er freigesprochen. Zur gleichen Zeit reist die Theaterschauspielerin Shelley Carnes zur Erholung per Bus zur Tumble Moon Dude Ranch. Von Mitreisenden hört sie von dem Freispruch für Trevelyan, der in den Augen der Leute von dem wohlhabenden Rancher erkauft wurde. 80 Meilen vor ihrem Ziel endet die Busfahrt und Shelley steigt in dem Hotel des Rancherehepaars Nolan ab. Myra bietet ihr an, Shelley ihr Auto für die Fahrt zur Tumble Moon Dude Ranch zu leihen, damit sie sich die Kosten eines Mietwagens sparen kann. Auf dem Weg zu ihrem Ziel verfährt sich Shelley, als sie in einen Gewittersturm fährt. Als sie auf einer ungepflasterten Straße im Schlamm stecken bleibt, macht sie sich auf den Weg zum nächsten Haus. Die Tür wird von einem düster blickenden Trevelyan geöffnet, der sie auf dem Sofa schlafen lässt. Als Shelley bei einem Gespräch Myra Nolan erwähnt, bittet er sie, nichts von ihm zu erwähnen.
Auf der Dude Ranch wird sie von den misstrauischen Besitzern Liza McStringer und deren Bruder String empfangen. Der psychisch angeschlagene String, der zudem an einer Behinderung seiner Beine leidet, freundet sich langsam mit Shelley an. Liza stellt sich als die Frau heraus, die bei Trevelyans Verhandlung auf nicht schuldig entschieden hat. Seitdem werden sie und ihr Bruder von den Einwohnern der Stadt wie Aussätzige behandelt. Als der Priester Pater Paul, dessen Aussage zu Trevelyans Anklage führte, zu Besuch kommt, fragt Shelley ihn, was er genau gesehen hat. Pater Paul berichtet, dass er Trevelyans Frau Loraine bei einem Besuch tot mit einer schweren Kopfwunde aufgefunden hat. Durch ein Fenster sah er, dass Trevelyan etwas auf einem Feld vergraben hat. Bei der ersten Verhandlung gab Trevelyan an, sich die ganze Nacht um ein krankes Pferd gekümmert zu haben. Trevelyan hat ein Handtuch vergraben, das mit Loraines Blut bedeckt war.
Beim Einkauf in der Stadt begegnet Shelley Trevelyan, dem die Leute aus dem Weg gehen. Shelley ist überzeugt, dass Trevelyan unschuldig ist. Sie leiht sich ein Pferd und macht einen Ausritt. Wieder begegnet sie Trevelyan und bietet ihre Hilfe an, den wahren Mörder zu entlarven. Er lehnt jedoch ab, sie solle sich nicht einmischen und verschwinden. Zurück auf der Ranch packt Shelley ihre Sachen. Liza bedankt sich bei ihr, da ihre Anwesenheit String sehr geholfen hat. Der Junge sei von Loraines Schönheit fasziniert gewesen und ihr Tod habe ihn verstört. Liza bezeichnet Loraine als Herumtreiberin, die mit Myras Mann J. D. eine Affäre hatte, bevor sie Trevelyan heiratete. Shelley bringt Myra das Auto zurück. Myra fragt sie nach Trevelyan, der für das Paar wie ein Sohn war. Sie verstehen nicht, warum er seit seiner Freilassung nicht mit ihnen gesprochen hat. Shelley kann nur sagen, dass er nicht auf der Dude Farm ist, was die Nolans bislang angenommen hatten. 
Shelly nimmt Myras Einladung an, noch ein wenig bei den Nolans zu bleiben. Sie lernt den charmanten Harvey Turner kennen, einen wohlhabenden Nachbarn der Nolans, der Loraine als liederlich und lasterhaft beschreibt. Abends gesteht er bei einer Ausfahrt, dass er sich in Shelley verliebt habe, was diese jedoch zurückweist. Seine offensichtliche Enttäuschung und sein Gerede über Dinge, die er bereuen werde, verängstigen Shelley so sehr, dass sie bei der Ankunft an Harveys Haus aus dem Auto stürzt und wegläuft. Sie läuft in Trevelyan, der dort auf sie gewartet hat, um sich von ihr zu verabschieden. Turner hat ihm eine Stelle als Ingenieur vermittelt, für die er bald abreisen muss. Trevelyan hat sich in Shelley verliebt, ebenso sue sich in ihn. Am nächsten Tag heiraten sie heimlich.
Am Abend erscheint Liza und erklärt aufgebracht, dass sie zur Tatzeit anwesend war. Sie plädierte auf nicht schuldig, weil Loraine den Tod verdient habe. Als Liza weggegangen ist, gesteht Shelley, Angst vor Trevelyan zu haben und läuft weg. Auf der Dude Ranch erzählt Liza ihrem Bruder, dass sie Loraine und Turner in der Mordnacht im Bett gesehen habe. Als Turner verschwunden war, traf Loraine auf Liza, ohne zu ahnen, dass Liza die beiden gesehen hat. Loraine lachte Liza aus, weil diese in Trevelyan verliebt war. Aus diesem Grund erschlug Liza Loraine. String will mit seiner Schwester die Gegend verlassen und beginnt, zu packen. Shelley kommt an und fragt Liza, ob Trevelyan seine Frau ermordet hat. Nun erzählt Liza Shelley, was geschah. Trevelyan und Turner erscheinen rechtzeitig, um zu verhindern, dass Liza Shelley ebenfalls erschlägt. Liza kann mit String in ihrem Auto flüchten, baut jedoch einen Unfall. Am nächsten Morgen erklärt Pater Paul, dass Liza vor ihrem Tod ein Geständnis abgelegt habe. Trevelyan, der zuerst J. D. für Loraines Mörder hielt, schließt mit den Nolans Frieden und ist sicher, mit Shelley, unberührt von der Vergangenheit, leben zu können.

## Produktion

### Hintergrund
Gedreht wurde der Film vom 1. Februar bis Ende März 1950 in El Paso de Robles, Victorville sowie in den Warner-Studios in Burbank.
Die Szenen auf der Trevelyan-Ranch wurden in El Paso de Robles auf der Ranch von Regisseur Vidor gedreht.

### Stab
William Wallace war für das Szenenbild zuständig, Leah Rhodes für die Kostüme. 

### Besetzung
In kleinen nicht im Abspann erwähnten Nebenrollen traten Marjorie Bennett, Frank Cady, Byron Foulger, Ned Glass, Harold Miller, Bill Walker und Tom Wilson auf.

## Veröffentlichung
Die Premiere des Films fand am 12. April 1951 in New York statt. In der Bundesrepublik Deutschland wurde er am 28. November 1998 im deutschen Fernsehen ausgestrahlt.

## Kritiken
Das Lexikon des internationalen Films schrieb: „Routiniert inszenierte Mischung aus Kriminal- und Liebesfilm mit melodramatischen Akzenten, die an der allzu konstruierten Handlung sowie der Dialoglastigkeit krankt.“
Der Kritiker der The New York Times lobte die professionelle Besetzung, die einen großen Anteil an Charakterbeschreibung und Spannung liefere. Regisseur Vidor jedoch habe aus der explosiven Mischung von Spannung, Verbrechen und Bestrafung nicht die Vorteile dieser potenziell dramatischen Merkmale gezogen. Dadurch bleibe die Geschichte eher indirekt und konventioneller, als man es erwarten könne.